# Indicatif régional 425

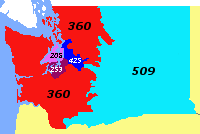
Carte de l'État de Washington avec les territoires de ses indicatifs régionaux. L'indicatif régional 425 est en bleu.

L'indicatif régional 425 est l'un des indicatifs téléphoniques régionaux de l'État de Washington aux États-Unis. Cet indicatif dessert un petit territoire situé dans le centre-ouest de l'État. Plus précisément, l'indicatif dessert les banlieues nord et est de Seattle.
La carte ci-contre indique en bleu le territoire couvert par l'indicatif 425.
L'indicatif régional 425 fait partie du Plan de numérotation nord-américain.

## Principales villes desservies par l'indicatif
- Ames Lake
- Bellevue
- Bothell
- Brier
- Carnation
- Duvall
- Edmonds
- Everett
- Fall City
- Issaquah
- Kenmore
- Kirkland
- Lake Stevens
- Lynnwood
- Maple Valley
- Mill Creek
- Mountlake Terrace
- Mukilteo
- Newcastle
- North Bend
- Redmond
- Renton
- Sammamish
- Snoqualmie
- Snoqualmie Pass
- Woodinville

## Source
- (en) Cet article est partiellement ou en totalité issu de l’article de Wikipédia en anglais intitulé « Area code 425 » (voir la liste des auteurs).